# Welttag des Fernsehens
Am 17. Dezember 1996 erklärte die Generalversammlung der Vereinten Nationen den 21. November zum Welttag des Fernsehens. Dieser Tag sollte an das Datum erinnern, an dem vom 21. bis 22. November 1996 das erste Weltfernsehforum stattfand.
Bei der Abstimmung zu dieser Entschließung enthielten sich elf Nationen, darunter Deutschland. In ihrem Widerspruch zur Resolution erklärte die deutsche Delegation:

“There are already three United Nations days encompassing similar subjects: World Press Freedom Day; World Telecommunication Day; and World Development Information Day. To add another day does not make much sense... [T]elevision is only one means of information and an information medium to which a considerable majority of the world population has no access... That vast majority could easily look at World Television Day as a rich man's day. They do not have access to television. There are more important information media and here I would mention radio in particular. We think it is more important to enhance the role of those media than that of television.”

„Die Vereinten Nationen haben bereits drei Tage, die ähnliche Themen betreffen: Den Welttag der Pressefreiheit, den Welttag der Telekommunikation und den Welttag der Information über (wirtschaftliche) Entwicklung. Einen weiteren Tag hinzuzufügen macht nicht viel Sinn...... Fernsehen ist nur eine Informationsquelle und ein Informationsmedium, zu dem ein beträchtlicher Anteil der Weltbevölkerung keinen Zugang hat.... Diese beträchtliche Anteil könnte den Welttag des Fernsehens leicht als einen Tag für Reiche betrachten. Dieser Anteil der Weltbevölkerung hat keinen Zugang zu Fernsehen. Es gibt wichtigere Informationsmedien, und hier möchte ich insbesondere das Radio erwähnen. Wir halten es für wichtiger, die Rolle dieser Medien zu stärken als die des Fernsehens.“

Seither wird sich an diesem Tag alljährlich damit befasst, wie Fernsehen gesellschaftsrelevante Themen wie Frieden, Sicherheit, wirtschaftliche und soziale Entwicklung sowie Kulturaustausch fördern kann und soll.